# Osama Vinladen
Osama Vinladen Jiménez López (Rioja, Provincia de Rioja; 7 de octubre de 2002) es un futbolista peruano que juega como mediocampista en el Unión Comercio de la Primera División del Perú.
Su nombre ha llamado la atención en la prensa deportiva al llevar el nombre del reconocido terrorista saudí Osama Bin Laden, aunque la diferencia se da en la ortografía al cambiar la "b" por la "v". Curiosamente, tiene un hermano llamado Sadam Huseín, siendo una castellanización del nombre de Saddam Hussein. Además, su padre planeó nombrar a un tercer hijo en honor a George W. Bush, pero no pudo porque resultó ser una mujer.

## Carrera
Vinladen debutó profesionalmente con Unión Comercio en la Primera División peruana el 30 de mayo de 2018 contra Universidad San Martín. Entró como suplente en el minuto 87 y el partido quedó 0-0.
A nivel internacional, Vinladen formó parte de la selección de Perú Sub-15 que participó en el Campeonato Sudamericano Sub-15 2017.

## Estadísticas

### Clubes
| Club                  | Div.          | Temporada     | Liga  | Liga  | Liga   | Copas nacionales | Copas nacionales | Copas nacionales | Copas internacionales | Copas internacionales | Copas internacionales | Total | Total | Total  |
| Club                  | Div.          | Temporada     | Part. | Goles | Asist. | Part.            | Goles            | Asist.           | Part.                 | Goles                 | Asist.                | Part. | Goles | Asist. |
| --------------------- | ------------- | ------------- | ----- | ----- | ------ | ---------------- | ---------------- | ---------------- | --------------------- | --------------------- | --------------------- | ----- | ----- | ------ |
| Unión Comercio · Perú | 1.ª           | 2018          | 1     | 0     | 0      | —                | —                | —                | —                     | —                     | —                     | 1     | 0     | 0      |
| Unión Comercio · Perú | 2.ª           | 2020          | 2     | 0     | 0      | —                | —                | —                | —                     | —                     | —                     | 2     | 0     | 0      |
| Unión Comercio · Perú | 2.ª           | 2021          | 16    | 2     | 0      | 3                | 0                | 0                | —                     | —                     | —                     | 19    | 2     | 0      |
| Unión Comercio · Perú | 2.ª           | 2022          | 19    | 1     | 0      | —                | —                | —                | —                     | —                     | —                     | 19    | 1     | 0      |
| Unión Comercio · Perú | 1.ª           | 2023          | 7     | 0     | 0      | —                | —                | —                | —                     | —                     | —                     | 7     | 0     | 0      |
| Unión Comercio · Perú | 1.ª           | 2024          | 5     | 0     | 0      | —                | —                | —                | —                     | —                     | —                     | 5     | 0     | 0      |
| Unión Comercio · Perú | 2.ª           | 2025          |       |       |        |                  |                  |                  |                       |                       |                       |       |       |        |
| Unión Comercio · Perú | Total club    | Total club    | 50    | 3     | 0      | 3                | 0                | 0                | —                     | —                     | —                     | 53    | 3     | 0      |
| Total carrera         | Total carrera | Total carrera | 50    | 3     | 0      | 3                | 0                | 0                | —                     | —                     | —                     | 53    | 3     | 0      |